# Oenochroma unifasciata
Oenochroma unifasciata là một loài bướm đêm trong họ Geometridae.